# Hof (Norwegia)
Hof – norweskie miasto i gmina leżąca w regionie Vestfold.
Hof jest 353. norweską gminą pod względem powierzchni.

## Demografia
Według danych z roku 2005 gminę zamieszkuje 3048 osób. Gęstość zaludnienia wynosi 18,63 os./km². Pod względem zaludnienia Hof zajmuje 269. miejsce wśród norweskich gmin.
| ludność stan na 1 stycznia 2005 |         |           |       |
|                                 | kobiety | mężczyźni | razem |
| osób                            | 1512    | 1536      | 3048  |
| %                               | 49,61%  | 50,39%    | 100%  |

| wykształcenie stan na 1 października 2004 |        |         |        |        |
|                                           | podst. | średnie | wyższe | niezn. |
| osób                                      | 484    | 1427    | 416    | 40     |
| %                                         | 20,45% | 60,29%  | 17,57% | 1,69%  |

## Edukacja
Według danych z 1 października 2004:
- liczba szkół podstawowych (norw. grunnskolar): 1
- liczba uczniów szkół podst.: 436

## Władze gminy
Według danych na rok 2015 administratorem gminy (norw. rådmann) jest Jorid Sønju, natomiast burmistrzem (norw. ordfører, d. borgermester) jest Mette Måge Olsen.